# Pays welche

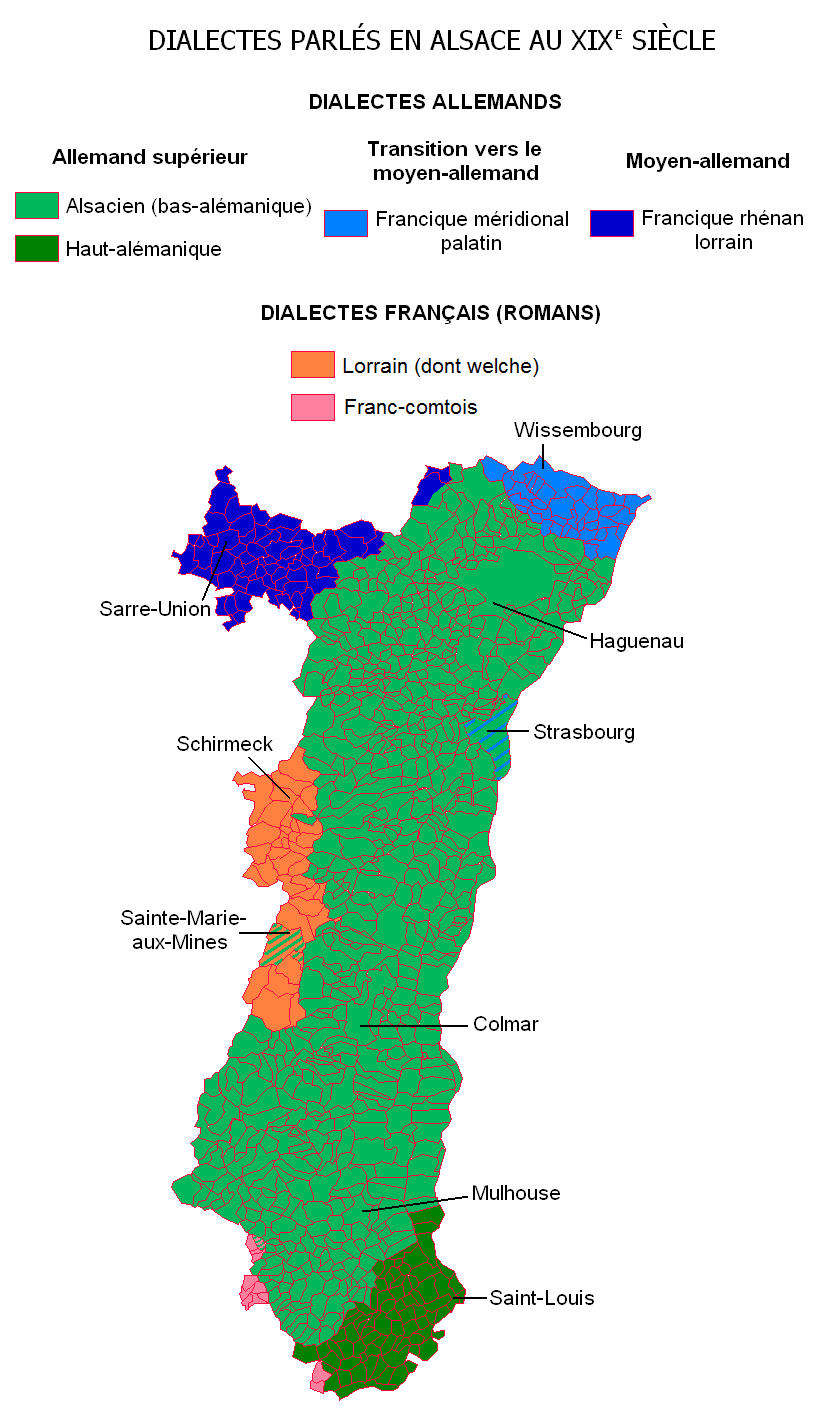
Le pays welche est représenté ici en orange.

Le Pays welche, également orthographié Pays welsche, est la partie de l'Alsace étant traditionnellement de langue et de culture romane. Il se distingue de l'Alsace germanophone via la frontière linguistique alsacienne.
Linguistiquement ce pays représente le prolongement du lorrain roman en Alsace, celui-ci étant appelé le welche du côté alsacien.

## Géographie
Situé entre la Lorraine romane et l'Alsace germanophone, le Pays welche d'Alsace s'étend, à la fin du XIXe siècle, entre Lutzelhouse au nord et Orbey au sud. Sur le plan départemental, il se situe dans le sud-ouest du Bas-Rhin et dans le nord-ouest du Haut-Rhin.
Le Pays welche inclut (entièrement ou en partie) la vallée de la Bruche, le val d'Argent et le val d'Orbey.

## Histoire
À la suite de la guerre de Trente Ans, ce territoire s'est quelque peu agrandi, autrement dit la zone linguistique de l'alémanique a quelque peu reculé.
Entre 1793 et 1871, la partie Nord de ce pays welche a fait partie du département des Vosges.

## Culture
- La Maison du Pays welche de Fréland abrite un Musée des traditions et coutumes du Pays welche, ainsi qu'une auberge proposant des plats typiques[2],[3].
- Il y a une Brasserie du Pays Welche à Lapoutroie[4].